# Henna Virkkunen
Henna María Virkkunen (Joutsa, Finlandia, 4 de junio de 1972) es una política finlandesa que se desempeña como Vicepresidenta Ejecutiva de la Comisión Europea para la Soberanía Tecnológica, la Seguridad y la Democracia desde el 1 de diciembre de 2024.
Fue diputada al Parlamento Europeo desde 2014 hasta 2024. Es miembro del Partido de Coalición Nacional de centro-derecha, parte del Partido Popular Europeo.
Como miembro del Parlamento de Finlandia de 2007 a 2014, Virkkunen ocupó múltiples carteras ministeriales en tres gabinetes, desempeñándose como Ministra de Educación, Ministra de Administración Pública y Gobierno Local y, más adelante, como Ministra de Transporte y Gobierno Local en una cartera ampliada.

## Carrera política

### Parlamento de Finlandia
Virkkunen fue elegido por primera vez para el Parlamento de Finlandia en las elecciones parlamentarias de 2007 por el distrito electoral de Finlandia Central. Obtuvo el cuarto mayor número de votos en su distrito, superando a un titular de su partido.
Durante su primer mandato en el Parlamento, Virkkunen fue nombrada Ministra de Educación, cargo que ocupó desde el 19 de diciembre de 2008 hasta el 22 de junio de 2011 en el gabinete del Primer Ministro Matti Vanhanen. Continuó desempeñando su papel en el gabinete del primer ministro Mari Kiviniemi. El 22 de junio de 2011, pasó a ser Ministra de Administración Pública y Gobierno Local en el gabinete del Primer Ministro Jyrki Katainen. Posteriormente su cartera se amplió para incluir el Transporte, convirtiéndola en Ministra de Transporte y Gobierno Local hasta el 24 de junio de 2014, cuando fue elegida para el Parlamento Europeo.
Antes de sus nombramientos ministeriales, Virkkunen sirvió como miembro del Comité de Educación y Cultura y del Comité de Medio Ambiente del Parlamento.

### Parlamento Europeo
En el Parlamento, Virkkunen fue miembro de la Comisión de Industria, Investigación y Energía del Parlamento Europeo (desde 2014) y de la Comisión de Transporte y Turismo del Parlamento Europeo (desde 2021). En 2022, se unió a la Comisión de Investigación del Parlamento Europeo para investigar el uso de Pegasus y programas espía de vigilancia equivalentes.
Virkkunen fue el ponente del dictamen no vinculante sobre plataformas digitales integradas  y sobre los tiempos de conducción y descanso.
Además de sus funciones en el comité, Virkkunen ha sido miembro de la delegación del parlamento para las relaciones con Sudáfrica (2014-2019) y con la Península Arábiga (desde 2019). También es miembro del Foro Europeo de Internet; del Intergrupo del Parlamento Europeo sobre Derechos LGBT; del Intergrupo del Parlamento Europeo sobre el Bienestar y la Conservación de los Animales; y del Intergrupo del Parlamento Europeo sobre Mares, Ríos, Islas y Zonas Costeras.

### Comisión Europea
Tras las elecciones europeas de 2024, el gobierno finlandés nominó a Virkkunen como Comisario Europeo del país bajo la presidencia de Ursula von der Leyen. El 17 de septiembre de 2024, la presidenta Ursula von der Leyen presentó la lista de comisarios designados y sus carteras, según la cual Virkkunen será el vicepresidente ejecutivo de Soberanía Tecnológica, Seguridad y Democracia de la Comisión Europea de 2024 a 2029.

## Reconocimiento
En diciembre de 2020, Virkkunen recibió el Premio de Energía en los Premios MEP anuales de The Parliament Magazine.